# Man's Not Hot
«Man's Not Hot» es una canción novedad del comediante inglés Michael Dapaah, lanzada bajo el nombre de Big Shaq. La canción usa como sample un instrumental de GottiOnEm y Mazza, que se usó por primera vez en 86 "Lurk"  y más tarde en "Let's Lurk" de 67 con Giggs. La canción alcanzó el éxito comercial, llegando al número tres en el Reino Unido. La canción ha sido certificada como platino en el Reino Unido por BPI, lo que indica 600,000 ventas y transmisiones combinadas.

## Trasfondo y lanzamiento
El 10 de mayo de 2017, Michael Dapaah subió un boceto a su Instagram con su personaje Roadman Shaq "freestyling" con el instrumental de 67 y la pista de 2016 de Giggs "Let's Lurk".
El 19 de julio de 2017, el estilo libre de Dapaah, ligeramente extendido, apareció en el episodio 6 de la primera serie de su falso documental SWIL, cuando se presentó frente a 67 y Giggs como Roadman Shaq.
El 29 de agosto de 2017, Michael Dapaah fue a la BBC Radio 1Xtra como sus personajes MC Quakez y Roadman Shaq para el segmento "Fire in the Booth" patrocinado por Charlie Sloth. Realizó el estilo libre, de nuevo ligeramente extendido, y se volvió viral en Internet, ganando millones de visitas en YouTube y dando como resultado la creación de muchos memes de Internet. En respuesta a la popularidad, Michael Dapaah cambió el nombre de su personaje a "Big Shaq" y convirtió su estilo libre en un sencillo comercial llamado "Man's Not Hot", lanzado en Island Records. La canción fue lanzada el 22 de septiembre de 2017. 
La canción fue versionada por la banda estadounidense de hip hop The Roots en The Tonight Show Starring Jimmy Fallon, cuando el jugador de baloncesto estadounidense retirado Shaquille O'Neal apareció como invitado el 10 de octubre de 2017. El 16 de octubre de 2017, O'Neal lanzó una pista diss que criticaba a Dapaah por llamarse a sí mismo "Big Shaq".
El 15 de diciembre de 2017, se lanzó Man's Not Hot (The Remixes), un álbum que contiene remixes de la canción de varios artistas; Junto a una "edición navideña" de la canción.  Dos semanas más tarde, el 29 de diciembre de 2017 se lanzó un "MC Mix" de la canción, con los raperos británicos Lethal Bizzle, Chip, Krept &amp; Konan y JME.
En junio de 2018, la canción se puso de moda en Malta.

## Remixes
Muchos artistas han lanzado varios remixes y versiones debido a la popularidad de la canción, especialmente Busta Rhymes. Otro remix también fue lanzado por Rock City. El rapero estadounidense Futuristic lanzó su remix de la canción el 13 de enero de 2018.

## Vídeo musical
Dapaah lanzó el vídeo musical de "Man's Not Hot" el 26 de octubre de 2017. Comienza con una llamada telefónica de alguien llamado Asznee, a quien luego se le revela como el actor Chunkz. El vídeo presenta las apariciones de los raperos estadounidenses Waka Flocka Flame, Lil Yachty, Jim Jones, el grupo de rap holandés Broederliefde y el productor estadounidense DJ Khaled, quien considera al personaje de Dapaah una "leyenda".

## Listas de popularidad

### Listas semanales
| Lista (2017–18)                             | Posición más alta |
| ------------------------------------------- | ----------------- |
| Australia (ARIA)                            | 28                |
| Austria (Ö3 Austria Top 40)                 | 33                |
| Bélgica (Flandes) (Ultratop 50)             | 16                |
| Bélgica (Valonia) (Ultratip Bubbling Under) | 10                |
| Canadá (Canadian Hot 100)                   | 48                |
| República Checa (Singles Digitál Top 100)   | 21                |
| Denmark (Tracklisten)                       | 21                |
| Alemania (Media Control AG)                 | 26                |
| Hungría (Single Top 40)                     | 20                |
| Hungría (Stream Top 40)                     | 23                |
| Ireland (IRMA)                              | 13                |
| Países Bajos (Mega Single Top 100)          | 20                |
| New Zealand (Recorded Music NZ)             | 22                |
| Norway (VG-lista)                           | 23                |
| Portugal (AFP)                              | 55                |
| Escocia (Scottish Singles Sales Chart)      | 10                |
| Eslovaquia (Singles Digitál Top 100)        | 31                |
| Sweden (Sverigetopplistan)                  | 15                |
| Suiza (Schweizer Hitparade)                 | 41                |
| Reino Unido (UK Singles Chart)              | 3                 |

### Listas de fin de año
| Lista (2017)                         | Posición |
| ------------------------------------ | -------- |
| UK Singles (Official Charts Company) | 92       |

## Certificaciones
| Región | Certificación | Unidades certificadas / Ventas |
| --- | ------------- | ------------------------------ |
| Australia (ARIA) | Platino       | 70,000 b                       |
| Bélgica (BEA) | Oro           | 15,000 a                       |
| Francia (SNEP) | Oro           | 75,000 a                       |
| Alemania (BVMI) | Oro           | 200,000 b                      |
| Italia (FIMI) | Oro           | 25,000 c                       |
| Nueva Zelanda (RMNZ) | Oro           | 15,000 a                       |
| Noruega (IFPI) | Oro           | 5,000 a                        |
| Suecia (GLF) | Platino       | 40,000 b                       |
| Reino Unido (BPI) | Platino       | 600,000 c                      |
| a Cifras de ventas basadas solo en la certificación. b Cifras de los envíos se basan únicamente en la certificación c Cifras de ventas y transmisión basadas solo en la certificación. |               |                                |